# Sans pudeur ni morale
Pour plus de détails, voir Fiche technique et Distribution.
Sans pudeur ni morale est un film français écrit et réalisé par Jean-Pascal Zadi, co-écrit par Camille Moulonguet, sorti en 2011,,.

## Synopsis
Issa, jeune Français d'origine africaine, vient de sortir de huit mois de prison. À son retour, son père décide de l'envoyer vivre en Côte d'Ivoire afin de l'éloigner de ses mauvaises fréquentations. Pour immortaliser sa dernière journée parmi ses amis d'enfance dans son quartier de Sarcelles, Issa décide de tout filmer avec son caméscope : concours de vannes dans les halls, virée parisienne, et les moindres faits et gestes de sa bande,.

## Fiche technique
- Titre : Sans pudeur ni morale
- Réalisation : Jean-Pascal Zadi
- Scénario : Jean-Pascal Zadi, Camille Moulonguet
- Production : Jean-Pascal Zadi, Camille Moulonguet
- Sociétés de production : Douze Doigts Productions, Neochrome, FullDawa Films
- Pays d'origine :  France
- Langue originale : français
- Genre : film dramatique
- Durée : 80 minutes
- Date de sortie : 16 mai 2011 (France)
- Budget : 60 000 € (est.)[2]
- Distributeur : Musicast Distribution
- Chef opérateur : Elie Marot
- Compositeur : Christophe Chassol
- Chef monteur : Gwénaël Giard Barberin
- Sound design : Ali Benmoussa
- 1re assistante réalisateur : Camille Moulonguet
- Chef opérateur son : Elie Mìttelmann
- Mixeur : Elie Mìttelmann

## Distribution
- Frédéric Kossa : Issa
- Lotfi Labidi
- Brandes Kanza
- Mhoumadi Achraf
- Yves Galé
- Avec la participation de Thomas N'Gijol, Fabrice Éboué, Karim Leklou, Mokobé

## Autour du film
Sans pudeur ni morale brouille les frontières entre reportage et cinéma de fiction. Le film s'inscrit dans la lignée du cinéma indépendant de banlieue et met en scène plusieurs acteurs issus du monde du rap français et de la comédie,.